# Datsun mi-DO

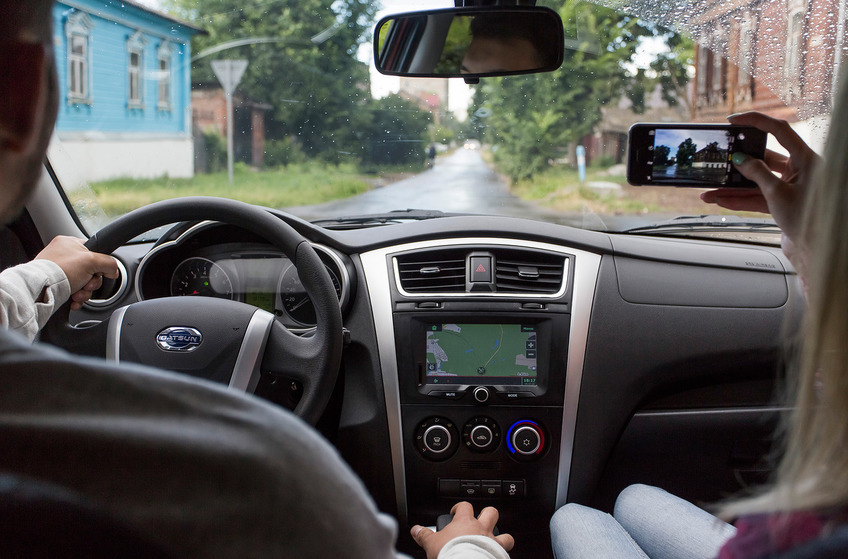
Interni di una Datsun mi-DO

La Datsun mi-DO è un'autovettura di piccole dimensioni costruita dalla casa automobilistica giapponese Datsun dal 2014 al 2020. Disponibile solo in versione hatchback cinque porte, ha fatto parte della strategia dell'alleanza Renault-Nissan-Mitsubishi di reintrodurre il marchio Datsun, interrotto negli anni ottanta del XX secolo, come marchio a basso costo per i mercati emergenti.
Nel 2020 la produzione della Datsun mi-DO è terminata senza l'uscita di un modello che la sostituisse. Il modello è gemello della berlina tre volumi Datsun on-DO. La mi-Do è stata presentata al salone dell'automobile di Mosca nell'agosto 2014 ed è diventata disponibile per il mercato dal 2015.

## Denominazione
"Do" in lingua giapponese significa "via" o "movimento". Il termine "mi" vuole invece ricordare la parola inglese "me". Secondo la Datsun, questo nome ha lo scopo di enfatizzare l'aspetto dinamico del modello.

## Sviluppo e produzione
La produzione ha avuto luogo a Togliatti, in Russia come parte della cooperazione dell'alleanza Renault-Nissan-Mitsubishi con la casa automobilistica russa Lada-Vaz. Per la produzione della Datsun mi-DO è stata utilizzata una piattaforma Lada-Vaz modificata, per la precisione quella della Lada Kalina. Originariamente destinata al solo mercato russo, dal 2016 la mi-DO è stata offerta anche in Kazakistan, Bielorussia e Libano.

## Caratteristiche tecniche
La Datsun mi-DO ha una lunghezza inferiore, ma ha la stessa altezza, larghezza e passo della Darsun on-DO. La Datsun mi-DO è alimentata da un motore a quattro cilindri in linea da 1,6 L di cilindrata erogante 87 o 106 CV di potenza. Il cambio è manuale a cinque rapporti o automatico a quattro marce. Sono disponibili di serie due airbag, il sistema anti bloccaggio, i sedili riscaldabili e gli specchietti esterni riscaldabili. Il modello è a trazione anteriore e raggiunge una velocità massima compresa tra i 170 e i 180 km/h in base al motore installato.